# Alfons Piccolomini
Alfons Piccolomini (1549-1591) fou un aventurer italià, duc de Montemarciano. Morí ajusticiat a Florència.
Des de jove es distingí pel caràcter turbulent, i s'entregà a tota classe d'excessos en companyia de bandits i assassins. Va donar asil en els seus dominis a malfactors de tota mena la qual infectava els estats pontificis. El papa Gregori XIII n'ordenà la detenció, però aconseguí aviat el seu alliberament, gràcies a la protecció del gran duc de la Toscana, i llavors Piccolomini, al front d'una banda d'assassins de totes les nacions, es dedicà a devastar les terres de l'Església, a fi de revenjar-se del Pontífex.
La Marca d'Ancona fou el teatre principal de les seves operacions, el saqueig de Montebbodio restarà en la història com a mostra de les seves crueltats. Francesc I de Mèdici també li prestà protecció, i assolí del Pontífex que perdonés en Piccolomini amb la condició que s'allistés a l'exèrcit francès per a lluitar contra els protestants durant les guerres de religió.
Al cap de vuit anys, Piccolomini tornà a Itàlia, i de nou tornà a fer malifetes, però llavors li oposaren una ferma resistència el pontífex Sixte V i el gran duc de la Toscana. Derrotat per aquest últim a Monterosi, fou fet presoner i morí a la forca a Florència.